# Sorensen's

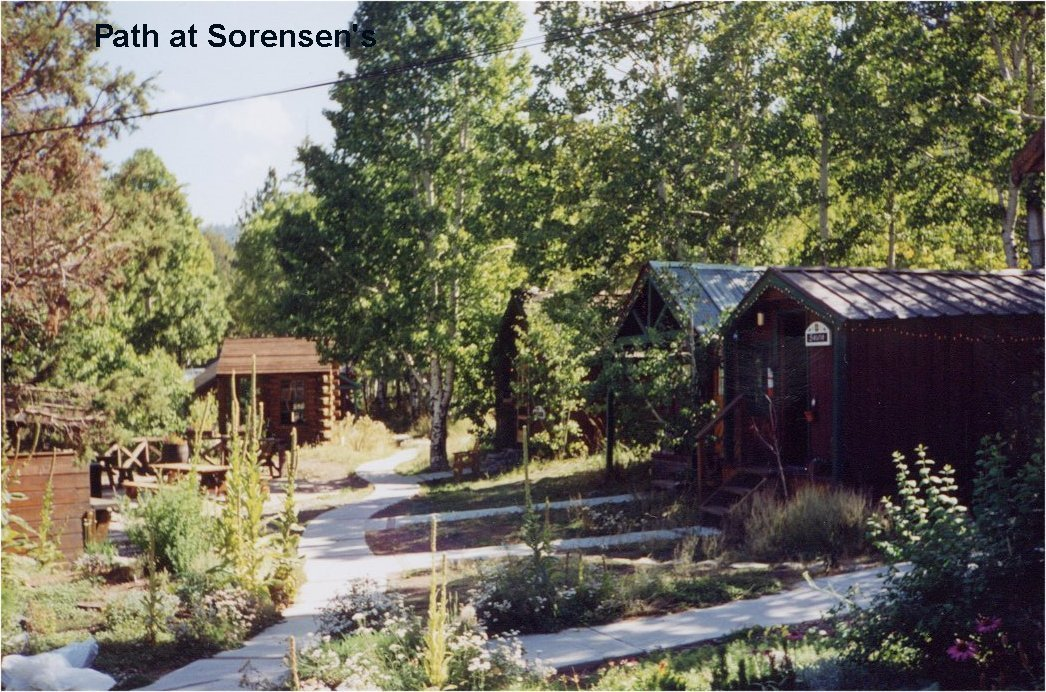
Blokhutten in Sorensen's Resort

Sorensen's of Sorensens is een gehucht en bergresort in de Amerikaanse staat Californië. Sorensen's ligt in het dunbevolkte Alpine County aan de West Fork Carson River op de plaats waar de Hope Valley versmalt tot de nauwe Woodfords Canyon. Het gehucht bestaat voor het merendeel uit Sorensen's Resort, een resort met huizen, blokhutjes, een winkel, een café en een kampeerterrein. Het resort werd in 1916 gesticht door Martin Sorensen, een Deense migrant.